# Peder Jensen Kjærgaard og Hustrus Legat
 Der er for få eller ingen kildehenvisninger i denne artikel, hvilket er et problem. Du kan hjælpe ved at angive troværdige kilder til de påstande, som fremføres i artiklen.

Peder Jensen Kjærgaard og Hustrus Legat var et legat, der gik til unge, værdige, trængende forfattere af skønlitterære værker.
En forfatter kunne komme i betragtning, hvis vedkommende havde skrevet minimum ét værk, der viste hans eller hendes skønlitterære talent. 
Legatet stammer fra Peder Jensen Kjærgaard (1898-1959). Det blev fra og med 2004 sammenlagt med Harald Kiddes Legat under navnet Harald Kidde og Peder Jensen Kjærgaards Fond.

## Modtagere af legatet
Listen er ikke komplet.
- 2002: Morten Klintø
- 2001: Katrine Marie Guldager
- 2000: Karen Fastrup
- 1999: Jesper Berg, Marco Goli, David Læby
- 1998: Camilla Deleuran, Cecilie Eken, Christina Hesselholdt, Thøger Jensen, Janus Kodal, Birgithe Kosovic, Hanne Kvist, Tomas Thøfner, Tore Ørnsbo
- 1997: Lone Munksgaard Nielsen
- 1995:Karen Marie Edelfeldt, Christian Yde Frostholm, Hans Flemming Hilt, Marie Skoven, Mette Thomsen
- 1994: Thomas Boberg, Bo hr. Hansen, Lotte Inuk, Carsten René Nielsen, Kim Fupz Aakeson
- 1993: Kirsten Hammann
- 1992: Kåre Bluitgen, Jens Christian Grøndahl, Jette Kjærboe, Vibeke Vasbo
- 1991: Hanne Hansen, Knud Holten, Juliane Preisler
- 1990: Niels Hav, Louis Jensen
- 1988: Birgit Filskov
- 1987: Anne Marie Løn
- 1985: Inge Pedersen
- 1977: Eske K. Mathiesen
- 1976: Knud Holten